# Tradiční zápas na Letní univerziádě 2013
Soutěže v tradičním zápase na letní univerziádě 2013 probíhaly v paláci bojových sportů Ak Bars v období 2. až 4. července 2013. 
Ve světě je známá celá řada tradičních zápasnických stylů. OblastTatarstánu, jako i celá Střední Asie, je proslulá zápasnickým stylem zvaným kureš. 
Charakteristickým prvkem všech tradičních zápasnických stylů je chytání a následné házení soupeře přes opasek. Sportovní verze, která tyto styly sjednocuje nese název Belt Wrestling (Opaskový zápas, zápas za opasek...). Problémem zůstávají dvě silné asociace, které zápasy v Belt-Wrestlingu organizují. Zápasnická asociace FILA, která organizuje olympijský zápas. Proti ní stojí asociace IBWA. V rámci letošní[kdy?] univerziády došlo k dohodě, že zápasy v klasickém stylu (Kureš) budou podle pravidel FILA a zápasy ve volném styly podle pravidel IBWA.

## Program
- NEĎ - 02.07.2013 - volný styl (muži)
- PON - 03.07.2013 - volný styl (ženy)
- ÚTE - 04.07.2013 - klasický styl (muži)

## Česká stopa
Češi se zápasů v belt-wrestlingu neúčastnili.

## Výsledky

### Klasický styl (Kureš)
pozn. pouze od pasu nahoru
Muži
| muži            | Zlato                    | Stříbro                    | Bronz                                                |
| --------------- | ------------------------ | -------------------------- | ---------------------------------------------------- |
| −60 kg          | Nafis Minibajev (RUS)    | Maxim Mamulat (MDA)        | Nuržan Ryskul (KGZ) Otgon-Erdene Mönchbajar (MGL)    |
| −70 kg          | Ildar Ginijatullin (RUS) | Agamyrat Orazsähedov (TKM) | Konstantin Tarasov (UKR) Mihail Cosnicean (MDA)      |
| −80 kg          | Ilnar Galijev (RUS)      | Zaylobiddin Artikov (UZB)  | Davran Jajlymov (TKM) Janis Rerihs (LAT)             |
| −90 kg          | Ilnur Murtazin (RUS)     | Pavel Praducha (BLR)       | Dulatbek Saparbek (KGZ) Leonid Rjabčun (UKR)         |
| −100 kg         | Renat Achmetšin (RUS)    | Eskarchan Askanov (KAZ)    | Anatolie Moldovan (MDA) Kadyr Kelsinbekov (KGZ)      |
| +100 kg         | Sergej Pavlik (RUS)      | Alexej Sobal (BLR)         | Grigorij Rudelson (ISR) Sugardžargal Boldpürev (MGL) |
| Bez rozdílu vah | Sergej Pavlik (RUS)      | Ilnur Murtazin (RUS)       | Renat Achmetšin (RUS) Ilnar Galijev (RUS)            |

pozn: V kategorii bez rozdílu vah startovali vítězové váhových kategorií.

### Volný styl
Muži
| muži    | Zlato                        | Stříbro                   | Bronz                                                   |
| ------- | ---------------------------- | ------------------------- | ------------------------------------------------------- |
| −62 kg  | Jagšimyrat Annamyradov (TKM) | Dmytro Kosenok (UKR)      | Gabdyžalil Sulejmanov (RUS) Ibodulla Aliberdizoda (TJK) |
| −68 kg  | Azamat Laipanov (RUS)        | Abduazim Bajnazarov (TJK) | Umer Belialov (UKR) Begenč Jagmyrov (TKM)               |
| −75 kg  | Alibek Lepšokov (RUS)        | Dimaš Moldašev (KAZ)      | Zaylobiddin Artikov (UZB) Igor Besleaga (MDA)           |
| −82 kg  | Nurbek Kažabekov (KGZ)       | Gylyč Džumajev (TKM)      | Ajan Jermekbajev (KAZ) Arsen Tokov (RUS)                |
| −90 kg  | Alibek Chapajev (RUS)        | Sejdi Batyrov (TKM)       | Nazimjan Ibrahimjanov (UZB) Kanimet Barpibekov (KGZ)    |
| −100 kg | Nurbek Akanov (KGZ)          | Anar Dordž (MGL)          | Hošgeldi Chanajev (TKM) Anatolie Moldovan (MDA)         |
| +100 kg | Sugardžargal Boldpürev (MGL) | Alexandr Hordijenko (UKR) | Bekbolsun Kušubakov (KGZ) Myrat Džumajev (TKM)          |

Ženy
| ženy   | Zlato                         | Stříbro                   | Bronz                                                   |
| ------ | ----------------------------- | ------------------------- | ------------------------------------------------------- |
| −52 kg | Gulbadam Babamuratovová (TKM) | Ülviyyə Kərimovová (AZE)  | Zamira Achmedovová (UZB) Gulnur Jerbalovová (KAZ)       |
| −58 kg | Serafima Safonovová (RUS)     | Kacuki Sakagamiová (JPN)  | Röšana Nuzdžavovová (TKM) Burul Alykulovová (KGZ)       |
| −66 kg | Elis Šlezingrová (ISR)        | Anna Jemeľaněnková (RUS)  | Enchčimeg Sodnomsüren(MGL) Gölnara Chajatbajevová (TKM) |
| −76 kg | Rino Abeová (JPN)             | Taisija Kirejevová (RUS)  | Ľudmyla Nikitinová (UKR) Gulandam Karabajevová (TJK)    |
| +76 kg | Taťjana Zyrjanovová (RUS)     | Nagizel Sarbašovová (KGZ) | Mönchtuja Dašňam (MGL)                                  |